# Троїцьке (Ростовська область)
Троїцьке — село, адміністративний центр Троїцького сільського поселення Неклинівського району Ростовської області.
Населення — 3338 осіб (2010 рік).

## Географія
Троїцьке розташовано північніше Таганрогу й південніше Покровського; розташоване на лівому березі Міуса.

### Вулиці
| - вул. Дзержинського, - вул. Кавказька, - вул. Калініна, - вул. Комсомольська, - вул. Леніна, - вул. Лермонтова, - вул. Млинова, - вул. Мирна, - вул. Монтажна, - вул. Нова, - вул. Жовтнева, - вул. Пушкіна, - вул. Будівельників, - вул. Фрунзе, - вул. Чапаєва, - вул. Чехова, | - пров. Безіменний, - пров. Гірський, - пров. Західний, - пров. Криничне, - пров. Малий, - пров. Межовій, - пров. Міуський, - пров. Мостовий, - пров. Городній, - пров. Парковий, - пров. Степовий, - пров. Тупий, - пров. Квітковий. |

## Історія
До 1769 року, на місці села Троїцьке стояла військова залога, що була побудована за указом Єлизавети Петрівни й з 1747 по 1769 рік.
Навесні 1769 року на лівий берег річки за розпорядженням Запорозького Коша прийшли понад 500 душ козацьких сімей. До червня вони займалися рибальством, а потім частина з них стала зводити собі постійне житло — землянки й мазанки. У серпні переселенців додалося (запорізькі козаки, українські казенні селяни), і через місяць на Міусі утворилися три слободи: Перша (Нижня), Друга (Середня) й Третя (Верхня). Згодом вони отримали нові назви церковних свят — в ім'я святителя Миколая, Святої Трійці та Покрови. Тепер ці слободи звуться селами: Миколаївка, Троїцьке, Покровське.
Ці поселення не знали кріпосного права, тому що державними слободами, тоді як на правому березі Міуса, виникали поміщицькі поселення.
У 1788 році на правому березі річки Міус (навпроти Троїцького) підполковником Семеновим було засновано селище, що у 1796 році було продане разом з покріпаченими селянами І. Кошкіну. Селище отримало назву за прізвищем нового власника, нині входить до складу.
До 1859 року у Троїцькому було 492 двори, 3713 мешканців. У 1889 році населення Троїцької волості налічувало 8103 особи.
До 1917 року село інтенсивно розвивалося, були присутні малі промислові підприємства (олійня, млини, ковалі, підприємства по вичинці шкіри, пошиття одягу та інше). Активно йшла торгівля на базарах Таганрогу. Кількість мешканців досягла понад 10 тисяч.
До кінця 19 сторіччя Троїцьке входило до Катеринославської губернії. Потім входило до області Війська Донського. У 1918 році входило до Української держави, Донецько-Криворізької республіки й Півдня Росії. З 1920 до 1925 рік у складі УСРР.

## Пам'ятки
- Церква Воздвиження Хреста Господнього